# Karolina Młodawska
Karolina Młodawska (* 4. Oktober 1996 in Kielce) ist eine polnische Leichtathletin, die im Weit- und Dreisprung an den Start geht.

## Sportliche Laufbahn
Erste internationale Erfahrungen sammelte Karolina Młodawska im Jahr 2022, als sie bei den Europameisterschaften in München mit einer Weite von 12,87 m in der Qualifikationsrunde im Dreisprung ausschied. Im Jahr darauf belegte sie bei den World University Games in Chengdu mit 13,59 m den vierten Platz.
2020 wurde Młodawska polnische Meisterin im Dreisprung im Freien sowie 2022 in der Halle. Zudem wurde sie 2020 Hallenmeisterin im Weitsprung.

## Persönliche Bestleistungen
- Weitsprung: 6,24 m, 10. August 2020 in Sollentuna
  - Weitsprung (Halle): 6,45 m, 1. März 2020 in Toruń
- Dreisprung: 13,80 m (+1,0 m/s), 28. Mai 2023 in Łódź
  - Dreisprung: 13,48 m, 22. Februar 2022 in Toruń